# Mikołaj Krczonowski
Mikołaj Krczonowski herbu Łabędź – sędzia ziemski buski w latach 1499-1504, podstarości buski w 1499 roku, dworzanin królewski, wójt sokalski od 1513 roku.
Poseł na sejm piotrkowski 1512 roku z województwa bełskiego.